# Невірківська сільська рада
Неві́рківська сільська́ ра́да — орган місцевого самоврядування в Корецькому районі Рівненської області. Адміністративний центр — село Невірків.

## Загальні відомості
- Невірківська сільська рада утворена в 1946 році.
- Територія ради: 33,54 км²
- Населення ради: 1 339 осіб (станом на 2001 рік)
- Територією ради протікає річка Стави.

## Населені пункти
Сільській раді підпорядковані населені пункти:
- с. Невірків
- с. Жорнівка

## Склад ради
Рада складається з 16 депутатів та голови.
- Голова ради: Рокитенець Василь Михайлович
- Секретар ради: Лавренюк Лариса Миколаївна

### Керівний склад попередніх скликань
| Прізвище, ім'я, по батькові  | Основні відомості                                                 | Дата обрання | Дата звільнення |
| ---------------------------- | ----------------------------------------------------------------- | ------------ | --------------- |
| Рокитенець Василь Михайлович | Сільський голова, 1970 року народження, освіта вища, безпартійний | 26.03.2006   | 31.10.2010      |
| Рокитенець Василь Михайлович | Сільський голова, 1970 року народження, освіта вища, безпартійний | 31.10.2010   |                 |

Примітка: таблиця складена за даними сайту Верховної Ради України